# Stellungswiederholung
In einem Spiel für zwei Personen, bei dem die Spielsituation durch die Anordnung (Stellung) von Steinen (oder anderen Elementen) dargestellt wird, wie beispielsweise Schach oder Go, versteht man unter Stellungswiederholung das zwei- oder mehrmalige Auftreten derselben Stellung im Partieverlauf. Dabei wird je nach den Regeln des Spiels evtl. noch gefordert, dass auch derselbe Spieler am Zug ist. Das Auftreten einer Stellungswiederholung bedeutet, dass das Spiel einen Zyklus durchlaufen hat. Wenn nun kein Spieler sich entschließt, von diesem Zyklus abzuweichen (was wahrscheinlich ist, da beide die Züge des Zyklus jeweils als besten Zug eingeschätzt und deshalb gespielt haben), würde er endlos immer wieder durchlaufen werden. Darum gelten in solchen Spielen meist Regeln, die endlose Wiederholungen unterbinden.
Die Stellungswiederholung in einer Schachpartie ist eine Situation, in der eine Stellung zum dritten Mal mit dem gleichen Spieler am Zug und mit den gleichen Zugmöglichkeiten auf dem Schachbrett erscheint. Auf Antrag des am Zug befindlichen Spielers endet die Partie dann Remis.
Die Zugwiederholung ist ein Spezialfall einer Stellungswiederholung. Falls beide Spieler jeweils eine Figur ziehen und sie im nächsten Zug wieder auf das vorhergehende Feld zurückziehen, dieses Zugpaar direkt anschließend wiederholen und noch die gleichen Zugmöglichkeiten haben, so liegt eine Zugwiederholung vor. Weil damit dreimal die gleiche Stellung entsteht, handelt es sich auch um eine Stellungswiederholung. Jedoch kann eine Stellungswiederholung auch durch eine andere Zugfolge entstehen und dies muss nicht zwingend im Abstand von jeweils zwei Zügen sein. Eine Stellungswiederholung liegt auch dann vor, wenn gleichartige Figuren, etwa zwei weiße Türme, ihre Plätze getauscht haben.
Beispielsweise führt ein Dauerschach in der Regel zu einer Stellungswiederholung – oft sogar zu einer Zugwiederholung –, sofern die Spieler die Partie nicht schon vorher Remis geben.
Manchmal wird der Begriff Zugwiederholung fälschlich mit dem Begriff Stellungswiederholung gleichgesetzt.
Nach fünfmaliger Stellungswiederholung ist die Partie nach FIDE-Regel 9.6.1 ohne Antrag eines Spielers remis.

## Genaue Definition
In den Regeln des Weltschachbundes FIDE wird Remis durch dreifache Stellungswiederholung unter 9.2.1 und 9.2.2 folgendermaßen definiert:

„9.2.1 Die Partie ist remis aufgrund eines korrekten Antrages des Spielers, der am Zug ist, wenn die gleiche Stellung mindestens zum dritten Mal (nicht notwendigerweise durch Zugwiederholung)
- 9.2.1.1 sogleich entstehen wird, falls der Spieler als erstes seinen Zug, der nicht geändert werden kann, auf sein Partieformular schreibt und dem Schiedsrichter seine Absicht erklärt, diesen Zug ausführen zu wollen, oder
- 9.2.1.2 soeben entstanden ist und der Antragsteller am Zug ist.

9.2.2 Stellungen gelten nur dann als gleich, wenn derselbe Spieler am Zug ist, Figuren der gleichen Art und Farbe die gleichen Felder besetzen und die Zugmöglichkeiten aller Figuren beider Spieler gleich sind. Demgemäß sind Stellungen nicht gleich, wenn
- 9.2.2.1 ein Bauer zu Beginn der Zugfolge en passant geschlagen werden konnte, oder
- 9.2.2.2 ein König das Recht zur Rochade mit einem Turm, der noch nicht bewegt worden ist, hatte, dieses aber nach dem Zug verloren hat. Das Rochaderecht geht erst verloren, nachdem der König oder Turm gezogen hat.“

Die Regel zur fünffachen Stellungswiederholung ist unter 9.6.1 definiert:

„9.6 Falls eine oder beide der folgenden Situationen auftreten, ist die Partie remis:
- 9.6.1 sobald eine gleiche Stellung, entsprechend Artikel 9.2.2, mindestens fünfmal entstanden ist,
- 9.6.2 sobald wenigstens 75 Züge von jedem Spieler ausgeführt worden sind, ohne dass ein Bauer gezogen hat und ohne dass eine Figur geschlagen worden ist. Wenn der letzte Zug matt setzt, hat dies Vorrang.“

## Geschichte
In einer Partie Gustav Richard Neumann gegen Wilhelm Steinitz 1870 kam neun Mal die gleiche Stellung aufs Brett. Dies hatte wegen fehlender Regelungen keine Auswirkungen auf den Fortgang der Partie. Daraufhin schlug Neumann vor, dass nach dreimaliger Stellungswiederholung auf Remis reklamiert werden dürfe. Dies wurde 1883 bei einem Turnier in London ausprobiert. Beim WM-Kampf Steinitz gegen Zukertort 1886 sollte nach sechsmaliger Stellungswiederholung Remis reklamiert werden können. Erst 1928 führte der Weltschachverband FIDE die heutige Regel mit dreimaliger Stellungswiederholung verbindlich ein.